# FontForge
FontForge est un éditeur de polices de caractères numériques gérant la majorité des formats. C’est un logiciel libre sous licence GNU GPL. 
Les fontes créées avec FontForge sont stockées dans un format textuel « Spline Font Database » utilisant l’extension .sfd. Il est disponible pour divers systèmes d’exploitation et il est traduit en plusieurs langues. FontForge a une interface de script permettant de manipuler des fontes avec son langage propre ou bien en utilisant Python.

## Formats pris en charge
FontForge gère par ailleurs le format UFO basé sur le langage de description XML, permettant ainsi l'interopérabilité des fichiers sources entre autres éditeurs le prenant en compte. Il gère de plus l'import/export de formats vectoriels divers pour la création des glyphes, dont le SVG, EPS, et peut extraire les fontes d'un fichier PDF.
Quelques-uns des formats de fontes vectorielles gérés :
- TrueType
- PostScript (notamment Type 1,Type 11, Type 42 et CID)
- OpenType (CFF, Mac dfont, CID)
- fontes SVG
- CFF
- Multiple Master
- Glif

Quelques-uns des formats de fontes bitmaps pris en compte :
- fontes bitmap TeX
- BDF
- Mac Bitmap
- PCF
- Palm OS
- Win Fontes
- PostSript Type 3
- X11 bitmap
- Apple bitmap
- MS bitmap
- bitmaps dans les fontes TrueType et OpenType

## Fontes et Police d'écriture libres développées avec FontForge
- GNU FreeFont
- Linux Libertine
- DejaVu
- Asana-Math
- Beteckna
- Inconsolata
- Junicode
- OCR-A
- Rufscript
- M+ FONTS
- Jura
- AtariSmall
- Engadget
- Fonts included with Fontforge
- Open Din Schriften Engschrift
- OSP foundry
- Pecita
- LouisLouis Braille